# Horymír Sekera
Horymír Sekera (16. dubna 1927, Velká Bučina – 2. září 2015) byl hráč ledního hokeje a poté i trenér hokejového klubu Tesla Pardubice (v současnosti HC Dynamo Pardubice).

## Hokejová kariéra
S ledním hokejem začínal v AFK Velvary ve Velvarech v okrese Kladno. Do Pardubic se dostal přes Košice, Chomutov a Kolín. Za tým pardubické Tesly hrál od roku 1956, nastoupil k 319 utkáním a nosil dres číslo 7. Po hokejové kariéře jako hráč se v roce 1963 přesunul na trenérskou činnost. Začal u dorostu, kde sestavil později velmi známou útočnou formaci Martinec – Novák – Šťastný. Proslul drsnými metodami, ale byl považován za férového. Pardubický dorost vytáhl z krajského přeboru až k mistrovskému titulu. Tým Tesly Pardubice dovedl v roce 1973 společně s Josefem Novákem k prvnímu triumfu v nejvyšší soutěži dospělých. Potom prošel jako trenér týmy Karviné v letech 1973-1976 a Litvínova v sezóně 1976/1977. Po návratu do Pardubic (1977) vedl opět A tým Tesly, a to společně s Otakarem Marešem. V roce 1987 se jako asistent hlavního trenéra Tesly Karla Fraňka podílel na zisku druhého titulu mistra Československa v ledním hokeji pro město Pardubice. Vedl také československý reprezentační tým dorostenců do šestnácti let. Do Síně slávy pardubického sportu byl uveden v roce 2011.